# Zhou Zhao
Zhou Zhao (周昭王S, Zhōu Zhāo WángP, lett. "Re Zhao di Zhou"; 1027 a.C. – 957 a.C.) è stato il terzo sovrano della dinastia Zhou.
Regnò dal 977/75 a.C. sino alla sua morte sopraggiunta vent'anni dopo. Noto per la sua rovinosa disfatta contro lo stato di Chu, la sua morte in battaglia segnò la fine dell'espansione della dinastia Zhou occidentale, nonché il suo declino.

## Biografia

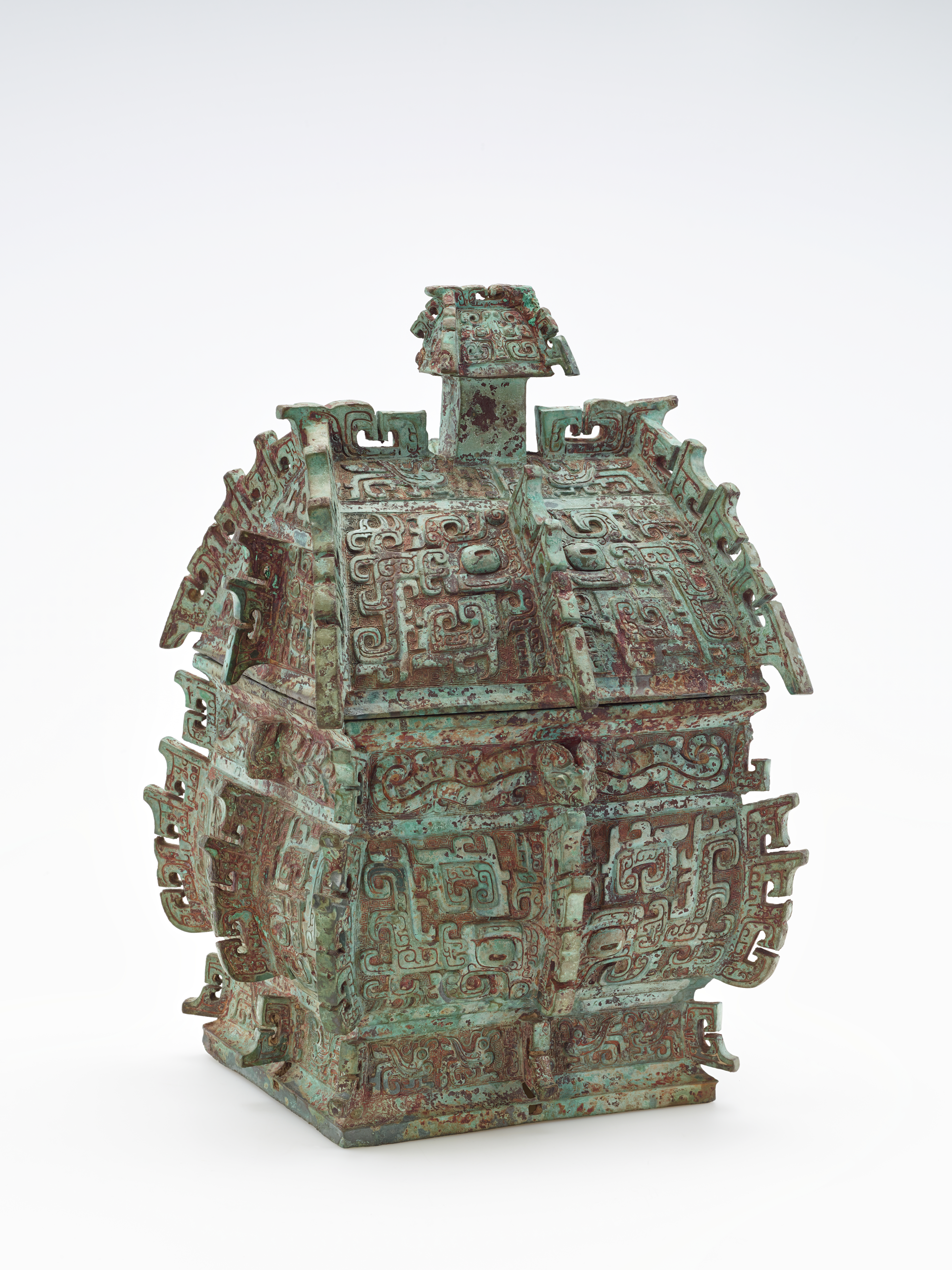
Fangyi con iscrizione in gesso di 187 caratteri (uno dei testi più lunghi del primo periodo Zhou) che commemora tre giorni di riunioni amministrative e cerimonie rituali tenutesi a Chengzhou durante il regno di re Zhao. Freer Gallery of Art

Al tempo dell'incoronazione di re Zhao, suo padre Zhou Kang e suo nonno Zhou Cheng avevano conquistato e colonizzato le pianure centrali della Cina, costringendo la maggior parte dei popoli tribali settentrionali e orientali al vassallaggio. Solo i Dongyi dello Shandong orientale continuarono a opporre resistenza, ma non rappresentavano più una minaccia per il dominio Zhou. Di conseguenza il re Zhao ereditò un regno prospero e poté permettersi di costruire un nuovo tempio ancestrale per suo padre. Questo tempio noto come “Kang gong” fu costruito in linea con le riforme rituali dell’epoca e sarebbe cresciuto fino a diventare “uno dei due templi centrali del culto dinastico” assieme al tempio “jinggong”, molto più antico.
Con il nord e l'est pacificati e una grande forza militare sotto il suo controllo, il re Zhao rivolse la sua attenzione al bacino del Fiume Azzurro, una regione di grande ricchezza mineraria controllata dalla confederazione di Chu, con la quale il regno di Zhou era in buoni rapporti da quasi due secoli. Sotto il re Zhao tuttavia il rapporto tra i due regni si deteriorò, da un lato per la continua espansione dello stato di Chu, dall'altro per il desiderio di Zhou Zhao di impossessarsi delle riserve di oro, rame e stagno della regione del Fiume Azzurro. Con l’intensificarsi delle ostilità si verificarono scontri al confine che alla fine sfociarono in una guerra aperta. Non tollerando più la percepita sfida di Chu, Zhao invase la confederazione nel 961 a.C. Inizialmente conquistò la regione a nord del Fiume Azzurro, per poi sconfiggere e sottomettere i 26 stati della valle del fiume Han, compreso Chu. Molto probabilmente incapace di occupare permanentemente quest'ultima regione, Zhao alla fine si ritirò con un cospicuo bottino.
Nel 957 a.C. Zhao intraprese un'altra importante campagna militare nella regione del medio Fiume Azzurro. Impiegando metà delle forze reali, organizzate nei "Sei eserciti dell'Occidente", mirava probabilmente a portare permanentemente il bacino del Fiume Azzurro sotto il suo controllo. Questa campagna militare tuttavia si concluse con un disastro poiché le forze Zhou furono sconfitte e quasi completamente annientate. Zhou Zhao e le sue truppe restanti sarebbero annegati mentre si ritiravano attraverso il fiume Han.

## Conseguenze
La morte e la sconfitta di Zhao danneggiarono gravemente la reputazione della dinastia Zhou e posero fine alla sua iniziale espansione, incentivando diverse invasioni straniere del regno. Il suo successore Zhou Mu riuscì a ristabilire il controllo del regno, ma il bacino del Fiume Azzurro divenne il limite meridionale permanente del controllo diretto della dinastia Zhou occidentale. Nonostante la sua “fine umiliante” tuttavia, il re Zhao veniva comunque commemorato per le sue campagne meridionali durante la dinastia Zhou occidentale, poiché aveva almeno stabilito il dominio politico sulla regione a nord del Fiume Azzurro e ad est del fiume Han. Dopo la sua morte gli fu assegnato anche un luogo sacrificale presso il tempio “Kang gong” che lui stesso aveva costruito. Essendo il primo sovrano Zhou ad essere consacrato in questo modo, alla fine divenne una figura chiave per la venerazione degli antenati della media dinastia Zhou. Una delle ragioni principali per la valutazione inizialmente positiva del suo regno era forse che i successivi governanti Zhou non volevano che il loro antenato fosse ricordato per una sconfitta che gettò vergogna sulla dinastia.
Le successive interpretazioni moralistiche della vita di re Zhao furono molto più sfavorevoli, poiché lo dipingevano come un sovrano che amava il piacere e ignorava la politica. Successivamente i poeti Chu scrissero anche del re Zhao nella raccolta di poesie cinesi classiche Domande al cielo, deridendolo per la sua percepita arroganza.